# シェフィク・ジャフェロビッチ
シェフィク・ジャフェロビッチ（ボスニア語: Šefik Džaferović、1957年9月9日–）は、ボスニア・ヘルツェゴビナの政治家である。2002年から2018年まで同国代議院議員を務めた。2018年11月に大統領評議会のボシュニャク系メンバーとなり、2020年3月および2022年3月より同評議会議長を務めた。

## 経歴
1957年、ユーゴスラビア社会主義連邦共和国、ボスニア・ヘルツェゴビナ社会主義共和国の町ザヴィドヴィチに生まれた。
1979年にサラエボ大学法学部を卒業。
1996年まで、ザヴィドヴィチとゼニツァの司法機関や警察機関で働いた。

## 政治家として
1996年よりゼニツァ＝ドボイ県評議員。同年、ボスニア・ヘルツェゴビナ連邦民族院議員に任命された。
2000年、ボスニア・ヘルツェゴビナ議会民族院議員となった。
2002年の総選挙でボスニア・ヘルツェゴビナ議会代議院議員に当選し、以後の選挙でも再選を続け2018年まで代議院議員を務めた。

### 大統領評議会メンバー
2018年5月26日、所属する民主行動党内での選挙により、来る総選挙での大統領評議会メンバー候補に選出された。
2018年10月7日に行われた総選挙においてボシュニャク系大統領評議会メンバーに選出された。クロアチア系はジェリコ・コムシッチ、セルビア系はミロラド・ドディクが選出された。
2020年3月20日、コムシッチの後任として大統領評議会議長に就任した。
2022年3月20日、コムシッチの後任として二期目の大統領評議会議長に就任した。
2022年10月2日執行の総選挙には出馬せず、穏健派のデニス・ベチロビッチ元下院議長が当選し後を継いだ。

## 政治スタンス
ボスニア・ヘルツェゴビナの欧州連合（EU）および北大西洋条約機構（NATO）加盟に対して前向きである。2022年3月、ロシアによるウクライナ侵攻を受けて、EUとNATOに加盟することで、ボスニア・ヘルツェゴビナはより安全になると述べた。

## 騒動
2021年3月、COVID-19のパンデミックがボスニア・ヘルツェゴビナにも及ぶ中、同国は世界でもワクチン接種が進んでいない国とされていた。セルビア、スロベニア、トルコからワクチンの提供支援を受けたが、その後ジャフェロビッチは、ボスニア・ヘルツェゴビナは他の西バルカン諸国に劣らずワクチン接種が進んでいる、と述べた。対立政党からは「理にかなったことをめったに言わない政治家」と強い批判を受けた。
2021年8月、ジャフェロビッチとコムシッチは数日前に発生したヘルツェゴヴィナの山火事への対応として、ドディクの同意を得ないまま、軍のヘリコプターを消火に使用するよう指示した。軍のヘリコプターを消火活動に使用するためには大統領評議会の3人全員の同意が必要であるが、ドディクの同意を得ることができなかったことによる措置であった。